# Rébecca Dautremer
Rébecca Dautremer (Gap, 20 agosto 1971) è un'illustratrice francese.

## Biografia
Appassionata di fotografia, inizia ad interessarsi alle arti grafiche all'inizio degli anni novanta, e si iscrive ad un corso di grafica presso l'ENSAD (École Nationale Supérieure des Arts Décoratifs) di Parigi. Durante questo periodo, Rébecca Dautremer inizia ad accumulare le prime esperienza come illustratrice, lavorando saltuariamente per la casa editrice Gautier-Languereau.

Dopo aver lasciato la scuola nel 1995, la casa editrice Gautier-Languereau affida alla Dautremer la realizzazione delle illustrazioni di L'Enfant espion di Alphonse Daudet, a cui segue a brevissima distanza La Chèvre aux loups di Maurice Genevoix.
Contemporaneamente, Rebecca Dautremer inizia a lavorare anche per altri editori, acquistando gradualmente notorietà presso il grande pubblico. Nel 2003 pubblica il libro di illustrazioni L'Amoureux in cui definisce il proprio stile, ma è soprattutto il successivo Principesse dimenticate e sconosciute a lanciare definitivamente la sua carriera. La Dautremer viene inoltre scelta per realizzare la linea grafica di alcune linee del marchio moda Kenzo, a partire da quella del profumo Flower, ed ha curato la grafica del film Nat e il segreto di Eleonora.
Rébecca Dautremer è sposata con lo scrittore Taï-Marc Le Thanh, autore di numerosi libri da lei illustrati.